# Genossenschaftsregister
Das Genossenschaftsregister ist in Deutschland ein öffentliches Register, das über die Rechtsverhältnisse einer eingetragenen Genossenschaft (eG) Auskunft gibt. 
Rechtsgrundlagen in Deutschland sind  das Genossenschaftsgesetz und die Verordnung über das Genossenschaftsregister im Rahmen des Registerrechts. Das Registerverfahrenbeschleunigungsgesetz schuf 1993 die rechtliche Möglichkeit, das Genossenschaftsregister in elektronischer Form zu führen.
Das Genossenschaftsregister wird bei den Amtsgerichten geführt. Funktionell zuständig ist der Rechtspfleger.
Der schriftlich abzufassende Gründungsvertrag über die Errichtung einer Genossenschaft und rechtliche Veränderungen sind dem Genossenschaftsregister zur Eintragung einzureichen.
Das Genossenschaftsregister enthält Angaben über 
- die Firma
- den Sitz und den Gegenstand
- eine Nachschusspflicht der Genossen
- den Vorstand
- die Vertretungsregelung
- Prokuristen
- Eröffnung, Aufhebung oder Einstellung eines Insolvenzverfahrens
- Auflösung der Genossenschaft
- Erlöschen der Genossenschaft